# درنشو
درنشو (به لهستانی:  Dręszew) یک روستا در لهستان است که در گمینا دانبرووکا واقع شده‌است.